# عشرب عربي
عشرب عربي (الاسم العلمي:Exacum arabicum) هو نوع من النباتات يتبع جنس العشرب من الفصيلة الجنطيانية.